# Cristopher Toselli
Cristopher Benjamín Toselli Ríos (Antofagasta, 1988. június 15. –) chilei válogatott labdarúgó, jelenleg az Universidad Católica játékosa. Családja olasz származású.

## Sikerei, díjai
Universidad Católica
- Chilei bajnok (1): 2010
- Chilei kupagyőztes (1): 2011

## Fordítás
Ez a szócikk részben vagy egészben  a   Cristopher Toselli című angol Wikipédia-szócikk fordításán alapul.  Az eredeti cikk szerkesztőit annak laptörténete sorolja fel. Ez a jelzés csupán a megfogalmazás eredetét és a szerzői jogokat jelzi, nem szolgál a cikkben szereplő információk forrásmegjelöléseként.